# Empresa Pública de Televisión
Empresa Pública de Televisión (EPTV) (en árabe: المؤسسة العمومية للتلفزيون; en francés: L'Établissement public de télévision) es la compañía de televisión pública de Argelia. El grupo presta servicio en árabe, francés y bereber, y actualmente gestiona seis canales de televisión: cinco de cobertura nacional y la señal internacional Canal Algérie.
La actual ENTV fue fundada el 24 de abril de 1991, si bien Argelia ha tenido televisión pública desde su independencia en 1962. La empresa mantuvo una única señal hasta que en 1994 lanzó Canal Algérie para el público francófono y la diáspora argelina. Ese canal está disponible a través de los satélites Eutelsat (Europa), Hotbird y Astra (América), así como en los operadores de cable y satélite de Francia.
ENTV es miembro activo de la Unión Europea de Radiodifusión.

## Historia
Las primeras emisiones de televisión en Argelia comenzaron en 1956 a cargo de la Radiodiffusion Télévision Française (RTF), con un servicio restringido a las grandes ciudades. Cuando el país africano proclamó su independencia de Francia en 1962, el gobierno de transición nacionalizó los medios de comunicación y constituyó una nueva empresa, Radiodiffusion-télévision algérienne (RTA), que asumió las funciones de la RTF el 28 de octubre de 1962, entonces con tres radios y un canal de televisión. En enero de 1963, ambas compañías firmaron un acuerdo de colaboración para expandir la cobertura.
El canal argelino utilizó el estándar de 819 líneas hasta que en 1970 pasó al sistema PAL. Desde 1972 transmite televisión en color.
El 1 de julio de 1986, el gobierno de Chadli Bendjedid disolvió la RTA en cuatro empresas públicas autónomas para radio, teledifusión, producción audiovisual y televisión. De ahí surgió la Empresa Nacional de Televisión, que desde el 24 de abril de 1991 se convirtió en la Empresa Pública de Televisión (EPTV) a través de un cambio de estatutos. Legalmente, la EPTV es una empresa pública con carácter industrial y comercial, dirigida por un consejo de administración.
Para prestar servicio a la diáspora argelina se creó en 1994 un segundo canal francófono, Canal Algérie, disponible en analógico y satélite. El servicio se ha ampliado con canales específicos de servicio público: Canal 3 (2001, solo en árabe), Canal 4 (2009, en bereber) y Canal 5 (2009, programas religiosos y versículos del Corán).

## Organización

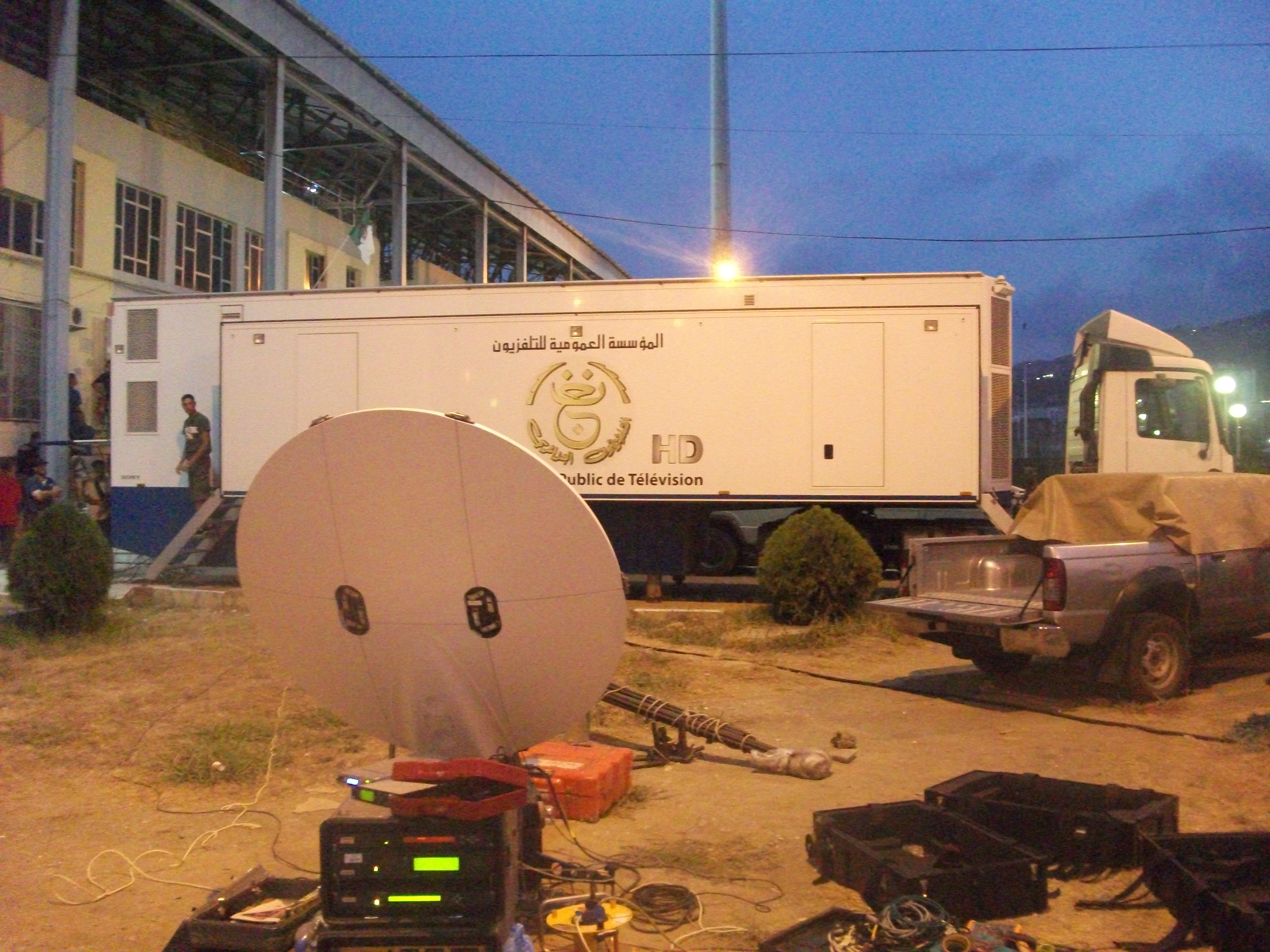
Unidad móvil de la EPTV, capaz de emitir en alta definición.

La Empresa Pública de Televisión (EPTV) tiene un estatus de «empresa pública de carácter industrial y comercial», destinada a la gestión de una actividad de servicio público, que funciona bajo la tutela del ministerio de Comunicaciones de Argelia y está dirigida por un consejo de administración. La EPTV ostentaba el monopolio de la difusión de programas de televisión, y a pesar de la irrupción de medios privados sigue siendo el grupo televisivo de referencia en el país.
La sede central de la compañía es un edificio en Argel que perteneció a la RTF y fue construido durante la etapa colonial. Además dispone de redacciones en Orán, Constantina, Ouargla y Béchar.
EPTV forma parte tanto de la Unión Europea de Radiodifusión, de la cual es miembro activo, como del accionariado del canal informativo Euronews.

## Canales de televisión
EPTV cuenta con cinco canales de cobertura nacional, uno de los cuales (Canal Algérie) está diseñado también para la comunidad argelina en el extranjero:
- Télévision Algérienne: señal principal de la televisión argelina que emite la mayoría de su programación en idioma árabe. Ofrece informativos y espacios generalistas.
- Canal Algérie: canal en idioma francés que funciona también como canal internacional. Su programación también es generalista y se nutre de contenidos del resto de canales.
- Canal 3: Canal informativo en árabe.
- Canal 4: Canal generalista en bereber.
- Canal 5: Canal dedicado a la religión y a la lectura del Corán.
- Canal 6: Canal generalista en árabe y francés, recoge los programas que anteriormente formaban parte del tercer canal.

Además, EPTV gestiona una red de televisiones regionales que cubren las siguientes zonas:
- Zona centro: Argel y su zona metropolitana.
- Zona oeste: Orán.
- Zona este: Constantina.
- Zona sudoeste: Béchar.
- Zona sudeste: Ouargla.